# 이창순
이창순(李昶淳, 1959년 ~ )은 대한민국의 연출가이다.
1984년 문화방송에 입사하여 드라마 《애인》, 《신데렐라》 등 감각적인 영상을 추구하는 연출을 하였다. 1987년 배우 원미경과 결혼하여 둘 사이에 1남 2녀를 두었다.

## 연출 작품
| 연도      | 제목                                     | 역할 | 작가          | 참고 |
| --------- | ---------------------------------------- | ---- | ------------- | ---- |
| 1986-1994 | MBC 일요 아침드라마 《한지붕 세가족》    | 연출 | 윤대성 외 7명 |      |
| 1995      | MBC 베스트극장 《사랑이 흔들릴 때》      | 연출 | 정성주        |      |
| 1995      | MBC 베스트극장 《비련》                  | 연출 | 정성주        |      |
| 1995      | MBC 베스트극장 《인연》                  | 연출 | 이경희        |      |
| 1995      | MBC 베스트극장 《사랑한다면》            | 연출 | 이정선        |      |
| 1996      | MBC 베스트극장 《작은 성》               | 연출 | 이정란        |      |
| 1996      | MBC 월화 미니시리즈 《애인》             | 연출 | 최연지        |      |
| 1997      | MBC 주말 드라마 《신데렐라》             | 연출 | 정성주        |      |
| 1998      | MBC 월화 미니시리즈 《추억》             | 연출 | 정성주        |      |
| 1999      | MBC 수목 미니시리즈 《안녕 내 사랑》     | 연출 | 조명주        |      |
| 2001      | MBC 수목 미니시리즈 《가을에 만난 남자》 | 연출 | 조명주        |      |
| 2003      | MBC 수목 미니시리즈 《눈사람》           | 연출 | 김도우        |      |
| 2004      | SBS 드라마 스페셜 《유리화》             | 연출 | 박혜경        |      |